# San Miguel de Tucumán

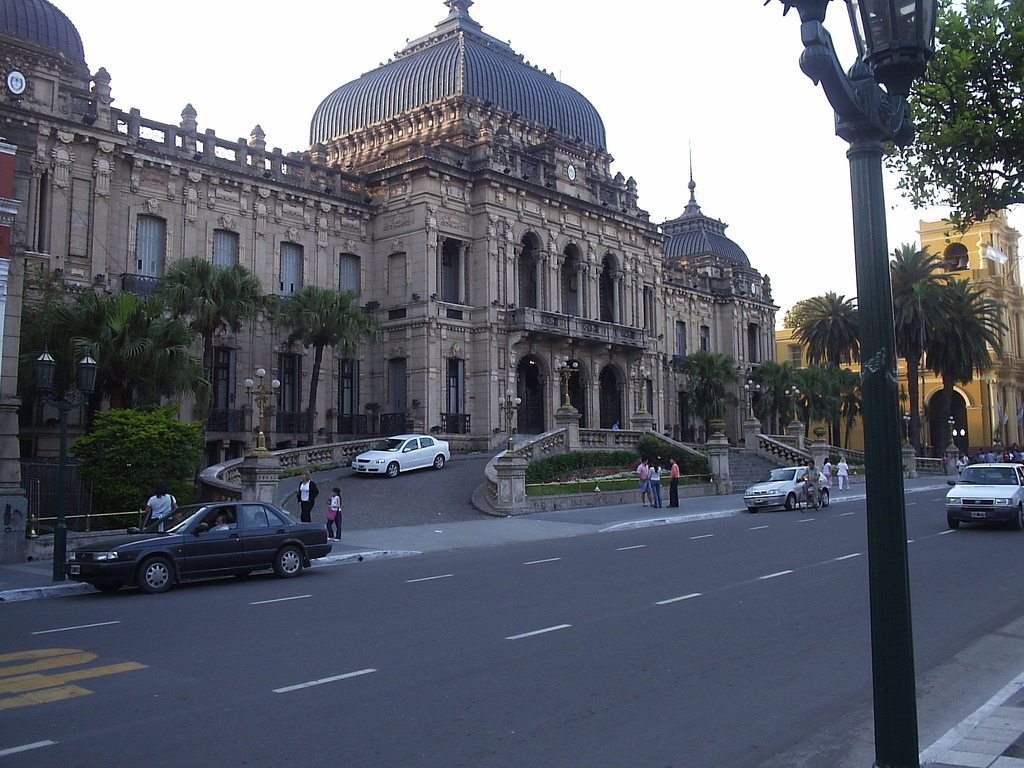
Guvernörspalatset i Tucumán

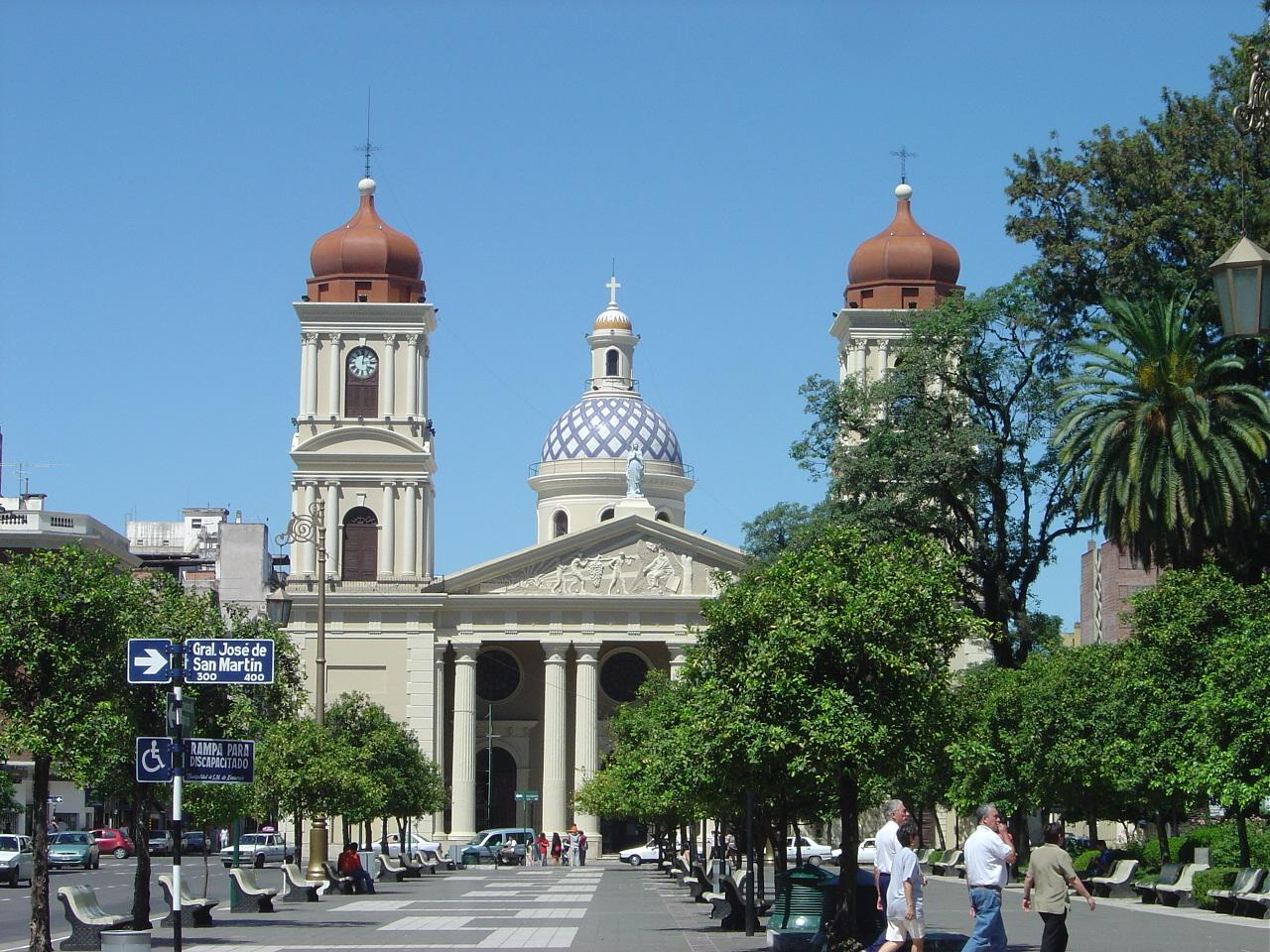
Katedralen i Tucumán

San Miguel de Tucumán, i regel förkortat till Tucumán, är den största staden i nordvästra Argentina, huvudstad i provinsen Tucumán, med 525 853 invånare (2001).
Tucumán grundades 1565 av Diego Villaruel. År 1680 blev det efter Santiago del Estero provinshuvudstad och lydde till 1776 under vicekonungen i Lima, senare under vicekonungen av La Plata. År 1816 samlades i Tucumán ombud från La Plataländerna, vilka 9 juli samma år förklarade sig självständiga från Spanien.